# Suivi socio-judiciaire
Le suivi socio-judiciaire est une peine introduite dans le droit pénal français en 1998.
Le suivi socio-judiciaire a été introduit par la loi du 17 juin 1998 relative à la prévention et à la répression des infractions sexuelles ainsi qu'à la protection des mineurs et codifié à l'article 131-36-1 du code pénal. Cette mesure est prononcée par une juridiction de jugement contre l'auteur d'un crime ou d'un délit à caractère sexuel qui impose à la personne condamnée, après l'exécution de sa peine d'emprisonnement, de se soumettre au respect de certaines obligations prévue à l'article 132-44 du code pénal, et qui sont par exemple : l'interdiction de fréquenter certains endroits, certaines personnes, ou encore d'exercer certaines professions. Le non-respect de ces obligations peut entraîner une sanction, telle qu'une nouvelle incarcération.